# Московская конференция (1945)
Московская конференция 1945 года (также известная как промежуточное совещание министров иностранных дел) — конференция министров иностранных дел СССР (Вячеслав Молотов), США (Джеймс Бирнс) и Великобритании (Эрнест Бевин), проходившая в Москве с 16 по 26 декабря 1945 года.

## История
В коммюнике, опубликованном после конференции 27 декабря, содержалась совместная декларация, которая охватывала ряд вопросов, вытекающих из конца Второй мировой войны. Коммюнике было подписано министрами иностранных дел трёх держав и содержала следующие разделы:
- Подготовка мирных договоров с Италией, Румынией, Болгарией, Венгрией и Финляндией. (См. Парижский мирный договор (1947))
- Дальневосточная комиссия и Союзного Совета по Японии.
  - Дальневосточная комиссия
  - Союзный совет по Японии
- Корея. Резолюция совещания состояла из четырёх пунктов:
  1. В целях восстановления Кореи как независимого государства, основанного на принципах демократии, создаётся Временное корейское демократическое правительство (ВКДП);
  2. Для оказания содействия образованию Временного правительства и для предварительной разработки соответствующих мероприятий создать совместную комиссию из представителей командования американских войск в Южной Корее и командования советских войск в Северной Корее. Комиссия должна при выработке своих предложений консультироваться с корейскими демократическими партиями и общественными организациями;
  3. Совместной комиссии поручается с участием ВКДП и с привлечением корейских демократических организаций разработать меры помощи и содействия (опека) политическому, экономическому и социальному прогрессу корейского народа;
  4. Для рассмотрения срочных вопросов… созвать в двухнедельный срок совещание из представителей американского и советского командования в Корее.
- Китай. Достигнуто соглашение о желательности вывода из Китая войск СССР и США.[2]
- Румыния
- Болгария
- Создание в рамках Организации Объединённых Наций комиссии по контролю над атомной энергией.

## Реакция на итоги совещания в Корее

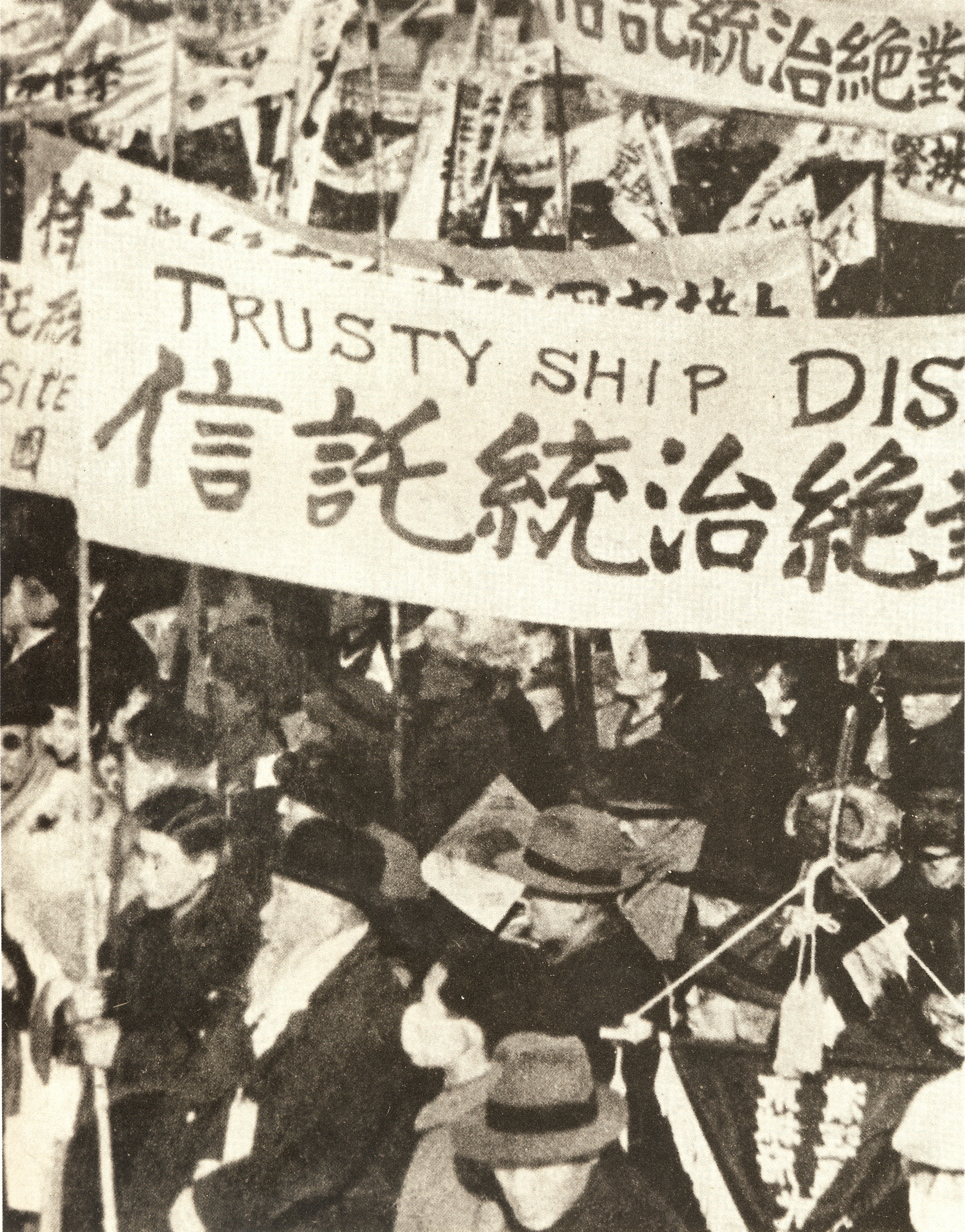
Демонстрация против решений Московского совещания

В связи с тем, что корейцы желали немедленной независимости безо всякой опеки, а также тем, что при переводе слова «опека» на корейский язык была использована та же терминология, которая применялась японцами для обозначения протектората, итоги Московского совещания были негативно восприняты в Корее. Против опеки выступали все, кроме коммунистов, которые поддерживали решение Москвы. В результате произошло размежевание лидера националистов Ли Сын Мана и коммунистов юга (которые ранее считали его вполне подходящим претендентом на роль национального лидера).
Правые силы во главе с Ли Сын Маном и Ким Гу, который 28 декабря возглавил «Комитет по борьбе с опекой», начали движение против режима опеки, однако при этом Ли Сын Ман выступал за скорейшее создание, хотя бы в Южной Корее, независимого правительства, а Ким Гу — за создание объединённого правительства Севера и Юга.

## Восточно-Азиатская газета
Восточно-Азиатская газета (동아일보), (東亞日報) за 2 дня до официального объявления результатов встречи министров иностранных дел намеренно опубликовала статью с искажённой информацией о решении принятом на собрании по поводу опеки над Кореей. В статье говорилось о том, что Советский Союз изначально требовал установление системы опеки над Кореей, тогда как США утверждал, что Корея должна самостоятельно стать независимой.
На самом же деле, именно президент США Рузвельт на Ялтинской конференции в феврале 1945 года предложил Сталину систему международной опеки над Кореей, в которую должны были войти США, СССР и Китай, а также добавил, что корейскому народу будет достаточно 20-30 лет для обретения независимости. Сталин же ответил, что чем короче срок, тем лучше, но с предложением Рузвельта согласился. Также Сталин добавил, что в систему опеки следует пригласить и Великобританию.
Сама опека подразумевала под собой систему, при которой в целях восстановления Кореи как независимого государства должно было быть создано Временное Корейское Демократическое Правительство. Для оказания содействия образованию Временного правительства должна была быть создана советско-американская комиссия, которая во время своей деятельности должна была консультироваться с политическими партиями и общественными организациями Кореи. Рекомендации, выработанные комиссией должны были быть внесены на рассмотрение Правительств США, СССР, Великобритании и Китая. Срок опеки должен был быть не более 5 лет.